# Лемэр, Гислен
Гислен Лемэр (фр. Ghislain Lemaire; род. 7 августа 1972, Люр) — французский дзюдоист, чемпион и призёр чемпионатов Франции, призёр чемпионатов Европы и мира, участник летних Олимпийских игр 2004 года в Афинах.

## Карьера
Выступал в полутяжёлой (до 95-100 кг) весовой категории. В 1994—2005 годах пять раз становился чемпионом Франции, один раз серебряным и дважды бронзовым призёром чемпионатов страны. Серебряный (1997 и 2001 годы) и бронзовый (1996 и 2004 годы) призёр континентальных чемпионатов. В 1997 году стал бронзовым призёром чемпионата мира в Париже, а в 2003 году — серебряным призёром чемпионата в Осаке.
На Олимпиаде в Афинах в первой схватке Лемэр победил словака Золтана Палковача, а во второй — россиянина Дмитрия Максимова. В третьей схватке он уступил немцу Михаэлю Юраку. В первой утешительной схватке Лемэр победил кубинца Орейдиса Деспайне, но во второй уступил израильтянину Ариэлю Зеэви и стал 7-м в итоговом протоколе.